# Shakespeare in Love
Shakespeare in Love è un film del 1998 diretto da John Madden.
Narra l'amore dello scrittore William Shakespeare nato durante la preparazione di Romeo e Giulietta per una nobildonna, Lady Violet.
Il film è stato insignito di molti premi, tra cui 3 BAFTA, 3 Golden Globe e 7 Oscar su 13 nomination.

## Trama
Londra, 1593. L'impresario Philip Henslowe è braccato dal suo creditore, Fennyman. Per salvarsi, gli promette una parte dei guadagni della nuova commedia di Shakespeare, Romeo e Ethel, la Figlia del Pirata. Il problema è che il giovane Shakespeare è a corto di idee ed è alla ricerca di una donna che lo ispiri. Intanto Viola De Lesseps, giovane figlia di ricchi borghesi, trascorre le notti a recitare i sonetti dello stesso Shakespeare, sognando di poter far parte di una compagnia teatrale, cosa vietata alle donne.
Christopher Marlowe, il drammaturgo più famoso dell'epoca, fornisce a Shakespeare lo spunto per la futura commedia. Alle audizioni, un giovane sconosciuto, Thomas Kent, recita con tanto sentimento che Shakespeare lo rincorre fino a villa De Lesseps per non lasciarsi sfuggire un promettente Romeo. Thomas Kent altri non è che la stessa Viola in abiti maschili. Intanto la madre comunica a Viola che il padre l'ha promessa in sposa a Lord Wessex, un nobile spiantato alla ricerca di capitali per risollevare le sorti del suo casato.
Ad un ballo a casa De Lesseps, Shakespeare incontra Viola. Tra i due è amore a prima vista, e se ne accorge anche Wessex. Quando il nobile lo caccia minacciandolo di morte, Will, impaurito, si spaccia per Marlowe. Nei giorni seguenti, il pensiero di lei lo spinge a consegnare a Thomas Kent una lettera d'amore. Lei non rivela la sua vera identità, per scoprire i veri sentimenti di Shakespeare, finché questi scopre che Kent e Viola sono la stessa persona. Ispirata dall'amore, la commedia comincia a prendere forma. Un altro problema è costituito dalla scarsità di attori ma il provvidenziale ritorno in città di Ned Alleyn con la Compagnia dell'Ammiraglio permette che le prove possano incominciare. Persino il gretto Fennyman comincia ad appassionarsi al teatro e alla sua magia.
La passione tra Shakespeare e Viola ispira i dialoghi della commedia che, gradualmente, con la consapevolezza dell'impossibilità del loro amore, comincia a diventare qualcosa di diverso e più drammatico. Viola viene anche smascherata come donna e cacciata dal teatro, che viene chiuso. Anche qui la fortuna interviene: l'attore e impresario Richard Burbage decide di concedere il suo teatro alla compagnia rivale.
Viola sposa Wessex, e lo stesso giorno Shakespeare si appresta a mettere in scena l'opera completata, ora diventata la tragedia Romeo e Giulietta, recitando lui stesso nel ruolo di Romeo al posto di Viola/Thomas Kent. All'uscita dalla chiesa Viola pianta in asso il neo sposo per presenziare alla prima. Purtroppo l'attore che dovrebbe interpretare Giulietta è impossibilitato a recitare e tutto sembra nuovamente precipitare. Tra il pubblico, Viola lo viene a sapere e si offre di recitare al suo posto. La tragedia ottiene un successo trionfale, ma ancora una volta Viola viene identificata come donna e tutti gli attori rischiano di finire in prigione. A salvarli è la regina stessa, presente in incognito alla rappresentazione, che asserisce che Viola è un uomo. Colpita dalla bellezza dell'opera, la sovrana invita Shakespeare a scrivere una commedia da allestire a corte. Viola suggerisce a Shakespeare la trama de La dodicesima notte che, ancora una volta, è la "loro" storia: una donna che recita per amore una parte da uomo.
Il matrimonio però non può essere annullato e Viola deve partire con Wessex. Il loro amore è stato solo "una stagione rubata", ma l'ispirazione di lei accompagnerà Shakespeare per sempre.

## Produzione

### Riprese
Il film è stato girato in parte a Broughton Castle, tra il 2 marzo e il 10 giugno 1998.

## Accoglienza

### Incassi
Il budget è stato di 25 milioni di dollari e, solo negli USA, la pellicola ha incassato oltre 100 milioni di dollari.
In Italia si classificò al 2º posto tra i film di maggior incasso della stagione cinematografica 1998-99.

## Riconoscimenti
Judi Dench ha vinto numerosi premi per la sua interpretazione della regina Elisabetta I. Nel precedente film di John Madden, La mia regina (1997), l'attrice aveva ottenuto un grande successo, compresa una nomination all'Oscar, nel ruolo di un'altra sovrana inglese, la Regina Vittoria.
- 1999 - Premio Oscar
  - Miglior film a David Parfitt, Donna Gigliotti, Harvey Weinstein, Edward Zwick e Marc Norman
  - Miglior attrice protagonista a Gwyneth Paltrow
  - Miglior attrice non protagonista a Judi Dench
  - Migliore sceneggiatura originale a Marc Norman e Tom Stoppard
  - Migliore scenografia a Martin Childs e Jill Quertier
  - Migliori costumi a Sandy Powell
  - Miglior colonna sonora a Stephen Warbeck
  - Candidatura al miglior regia a John Madden
  - Candidatura al miglior attore non protagonista a Geoffrey Rush
  - Candidatura alla migliore fotografia a Richard Greatrex
  - Candidatura al miglior trucco a Lisa Westcott e Veronica McAleer
  - Candidatura Miglior montaggio a David Gamble
  - Candidatura Miglior sonoro a Robin O'Donoghue, Dominic Lester e Peter Glossop
- 1999 - Golden Globe
  - Miglior film commedia o musicale
  - Miglior attrice in un film commedia o musicale a Gwyneth Paltrow
  - Migliore sceneggiatura a Marc Norman e Tom Stoppard
  - Candidatura Migliore regia a John Madden
  - Candidatura Miglior attore non protagonista a Geoffrey Rush
  - Candidatura Miglior attrice non protagonista a Judi Dench
- 1999 - Premio BAFTA
  - Miglior film a David Parfitt, Donna Gigliotti, Harvey Weinstein, Edward Zwick e Marc Norman
  - Miglior attrice non protagonista a Judi Dench
  - Miglior montaggio a David Gamble
  - Candidatura Migliore regia a John Madden
  - Candidatura Miglior attore protagonista a Joseph Fiennes
  - Candidatura Miglior attrice protagonista a Gwyneth Paltrow
  - Candidatura Miglior attore non protagonista a Geoffrey Rush
  - Candidatura Miglior attore non protagonista a Tom Wilkinson
  - Candidatura Migliore sceneggiatura originale a Marc Norman e Tom Stoppard
  - Candidatura Migliore fotografia a Richard Greatex
  - Candidatura Migliore scenografia a Martin Childs
  - Candidatura Migliori costumi a Sandy Powell
  - Candidatura Miglior trucco a Lisa Westcott
  - Candidatura Miglior sonoro a Peter Glossop, John Downer, Robin O'Donoghue e Dominic Lester
  - Candidatura Miglior colonna sonora a Stephen Warbeck
- 1999 - Screen Actors Guild Award
  - Miglior cast
  - Miglior attrice protagonista a Gwyneth Paltrow
  - Candidatura Miglior attore protagonista a Joseph Fiennes
  - Candidatura Miglior attore non protagonista a Geoffrey Rush
  - Candidatura Miglior attrice non protagonista a Judi Dench
- 1998 - Chicago Film Critics Association Award
  - Miglior performance rivelazione a Joseph Fiennes
  - Migliore sceneggiatura a Marc Norman e Tom Stoppard
  - Candidatura Miglior film
  - Candidatura Miglior attrice protagonista a Gwyneth Paltrow
- 1999 - David di Donatello
  - Candidatura Miglior film straniero a John Madden
- 1999 - Empire Award
  - Miglior attrice a Gwyneth Paltrow
- 1999 - Kansas City Film Critics Circle Award
  - Miglior attrice protagonista a Gwyneth Paltrow
  - Miglior attrice non protagonista a Judi Dench
- 1998 - Las Vegas Film Critics Society Award
  - Miglior attrice protagonista a Gwyneth Paltrow
  - Attore più promettente a Joseph Fiennes
  - Migliore sceneggiatura a Marc Norman e Tom Stoppard
- 1999 - MTV Movie Award
  - Miglior bacio a Gwyneth Paltrow e Joseph Fiennes
  - Candidatura Miglior film
  - Candidatura Migliore performance rivelazione maschile a Joseph Fiennes
  - Candidatura Miglior performance femminile a Gwyneth Paltrow
- 1998 - National Board of Review Award
  - Migliori dieci film
- 1998 - Satellite Award
  - Miglior film commedia o musicale a Donna Gigliotti, Marc Norman, David Parfitt, Harvey Weinstein, Edward Zwick
  - Candidatura Miglior attrice in un film commedia o musicale a Gwyneth Paltrow
  - Candidatura Miglior attore non protagonista in un film commedia o musicale a Geoffrey Rush
  - Candidatura Migliore sceneggiatura originale a Marc Norman e Tom Stoppard
  - Candidatura Migliore fotografia a Richard Greatrex
  - Candidatura Migliore scenografia a Martin Childs
  - Candidatura Migliori costumi a Sandy Powell
  - Candidatura Miglior montaggio a David Gamble
- 2000 - Awards of the Japanese Academy
  - Candidatura Miglior film straniero
- 1999 - Festival internazionale del cinema di Berlino
  - Orso d'argento (per la sceneggiatura) a Tom Stoppard e Marc Norman
  - Candidatura Premio Speciale a John Madden
  - Candidatura Orso d'Oro a John Madden
- 1999 - Bogey Award
  - Bogey Award
- 1998 - Boston Society of Film Critics Award
  - Candidatura Miglior sceneggiatura a Tom Stoppard e Marc Norman
- 1999 - Critics' Choice Movie Award
  - Miglior rivelazione a Joseph Fiennes
  - Miglior sceneggiatura originale a Marc Norman e Tom Stoppard
  - Candidatura Miglior film
- 2000 - Evening Standard British Film Award
  - Migliore sceneggiatura a Tom Stoppard
- 2000 - Grammy Award
  - Candidatura Miglior colonna sonora a Stephen Warbeck
- 1998 - New York Film Critics Circle Award
  - Migliore sceneggiatura a Marc Norman e Tom Stoppard
  - Candidatura Miglior attrice non protagonista a Judi Dench
- 1998 - San Diego Film Critics Society Award
  - Migliore regia a John Madden
  - Premio Speciale a Gwyneth Paltrow
- 1999 - Southeastern Film Critics Association Award
  - Migliore sceneggiatura originale a Tom Stoppard e Marc Norman
  - Candidatura Miglior film
  - Candidatura Miglior attrice protagonista a Gwyneth Paltrow
  - Candidatura Miglior attrice non protagonista a Judi Dench
- 1999 - Teen Choice Awards
  - Candidatura Miglior film
  - Candidatura Scena più sexy a Gwyneth Paltrow e Joseph Fiennes
- 1999 - Eddie Award
  - Candidatura Miglior montaggio a David Gamble
- 1999 - American Society of Cinematographers
  - Candidatura Migliore fotografia a Richard Greatex
- 1999 - Blockbuster Entertainment Award
  - Miglior attore esordiente a Joseph Fiennes
  - Candidatura Miglior attrice in un film commedia/romantico a Gwyneth Paltrow
  - Candidatura Miglior attore non protagonista in un film commedia/romantico a Geoffrey Rush
- 1999 - BMI Film & TV Award
  - Miglior colonna sonora a Stephen Warbeck
- 2000 - Premio Bodil
  - Candidatura Miglior film statunitense a John Madden
- 1999 - British Society of Cinematographers
  - David Lenham Award a Philip Sindall
  - Candidatura Migliore fotografia a Richard Greatex
- 1999 - Dallas-Fort Worth Film Critics Association Award
  - Candidatura Miglior film
- 1999 - DGA Award
  - Candidatura Miglior regia a John Madden
- 1998 - Los Angeles Film Critics Association Award
  - Candidatura Miglior sceneggiatura a Marc Norman e Tom Stoppard
- 2000 - Mainichi Film Concours
  - Miglior film straniero a John Madden
- 1999 - Golden Reel Award
  - Candidatura Miglior montaggio sonoro in un film straniero
- 1999 - National Society of Film Critics Award
  - Miglior attrice non protagonista a Judi Dench
  - Candidatura Migliore sceneggiatura a Tom Stoppard e Marc Norman
- 1999 - WGA Award
  - Miglior sceneggiatura originale a Tom Stoppard e Marc Norman
- 1999 - American Comedy Award
  - Candidatura Attore non protagonista più divertente a Ben Affleck
- 1999 - Art Directors Guild
  - Candidatura Migliore scenografia a Martin Childs, Mark Raggett, Steven Lawrence e Frances Bennett
- 1998 - Awards Circuit Community Awards
  - Miglior cast
  - Miglior attrice non protagonista a Judi Dench
  - Miglior scenografia a Martin Childs e Jill Quertier
  - Migliori costumi a Sandy Powell
  - Candidatura Miglior film a Donna Gigliotti, Edward Zwick, Marc Norman, David Parfitt e Harvey Weinstein
  - Candidatura Miglior regia a John Madden
  - Candidatura Miglior attrice protagonista a Gwyneth Paltrow
  - Candidatura Miglior attore non protagonista a Geoffrey Rush
  - Candidatura Miglior sceneggiatura originale a Marc Norman e Tom Stoppard
  - Candidatura Miglior fotografia a Richard Greatrex
  - Candidatura Miglior montaggio a David Gamble
  - Candidatura Miglior sonoro
  - Candidatura Miglior colonna sonora originale a Stephen Warbeck
- 1999 - Chlotrudis Award
  - Candidatura Migliore regia a John Madden
  - Candidatura Miglior attore non protagonista a Geoffrey Rush
  - Candidatura Miglior attrice non protagonista a Judi Dench
  - Candidatura Migliore sceneggiatura a Marc Norman e Tom Stoppard
- 2000 - Czech Lions
  - Miglior film straniero a James Cameron
- 1999 - Florida Film Critics Circle Award
  - Miglior film
  - Miglior attrice protagonista a Gwyneth Paltrow
  - Migliore sceneggiatura a Tom Stoppard e Marc Norman
- 1999 - Golden Screen
  - Golden Screen Award
- 1999 - Harry Award
  - Harry Award
- 1999 - Hochi Film Award
  - Miglior film straniero a John Madden
- 1999 - Jupiter Award
  - Miglior attrice internazionale a Gwyneth Paltrow
- 2000 - Kinema Junpo Award
  - Miglior film straniero a John Madden
  - Readers' Choice Award al miglior film straniero a John Madden
- 1999 - Online Film & Television Association
  - Miglior film commedia o musicale a Donna Gigliotti, Marc Norman, David Parfitt, Harvey Weinstein e Edward Zwick
  - Miglior cast
  - Miglior cast in un film commedia o musicale
  - Miglior sceneggiatura originale a Marc Norman e Tom Stoppard
  - Miglior casting a Michelle Guish
  - Miglior colonna sonora in un film commedia o musicale a Stephen Warbeck
  - Migliori costumi a Sandy Powell
  - Candidatura Miglior film a Donna Gigliotti, Marc Norman, David Parfitt, Harvey Weinstein e Edward Zwick
  - Candidatura Miglior attore a Joseph Fiennes
  - Candidatura Miglior attrice a Gwyneth Paltrow
  - Candidatura Miglior attore in un film commedia o musicale a Joseph Fiennes
  - Candidatura Miglior attrice in un film commedia o musicale a Gwyneth Paltrow
  - Candidatura Miglior attrice non protagonista a Judi Dench
  - Candidatura Miglior scenografia a Martin Childs, Steven Lawrence, Mark Raggett e Jill Quertier
- 1999 - Online Film Critics Society Award
  - Migliori dieci film
  - Candidatura Miglior attrice protagonista a Gwyneth Paltrow
  - Candidatura alla migliore sceneggiatura originale a Tom Stoppard e Marc Norman
- 1999 - PGA Award
  - Candidatura al miglior produttore a David Parfitt, Donna Gigliotti, Harvey Weinstein, Edward Zwick e Marc Norman
- 1999 - Russian Guild of Film Critics
  - Miglior film straniero a John Madden

Nel 1999 il British Film Institute l'ha inserito al 49º posto della lista dei migliori cento film britannici del XX secolo.